# Püspöky-ház
A Püspöky-ház a kolozsvári Fő tér (21. szám) északi oldalának egyik műemlék épülete. A romániai műemlékek  jegyzékében CJ-II-m-B-07489 sorszámon szerepel.

## Története
A hagyomány szerint egykoron Mátyás király apjának, Hunyadi Jánosnak volt a háza. A Püspöky-ház (helyén a Karvázy-ház volt, 21. szám) az egyetlen igazi szecessziós épület a Fő téren. Az oromzat sajátos hullámzása, az ablakkeretek eltűnése vagy homlokzattá szélesedése, valamint a zöld négyszirmú virágot és bimbókat ábrázoló kerámiaelemek sajátjai a szecessziós újításoknak. Egyik emeleti lakása reneszánsz ajtókeretén latin nyelvű bibliai idézetet őriz. A lebontott reneszánsz épület egyes elemei beépültek az új házba, töredékei a Történelmi Múzeumba kerültek. A 20. század elején lebontott Karvázy-ház 1571-es ajtókeretének felső része a Történelmi Múzeumba került. Az épület névadója a Püspöky család, akik divatáruházat és harisnyakötő műhelyet működtettek az épületben.
Az 1870-es évek elején — akárcsak a szomszédos házaknak — a tér felé magas, nyitott padlása volt és kereskedők áruraktárául szolgált, ahova az árukat csigával lehetett felvonni. A hagyomány szerint azonban e padlások valaha színpadul is szolgáltak és Felvinczi György, a kalandos életű első ismert magyar színigazgató e padlásokon tartotta az 1690-es évek elején színielőadásait, amelyeket a közönség a piacról nézett. A száraz és szellős padlásokat elsősorban gabonaraktározásra használták.
Az első világháború előtt az épületben az Edison mozi üzemelt.